# 埃默河谷朗瑙
埃默河谷朗瑙（德語：Langnau im Emmental，德語發音：[ˈlaŋˌnaʊ̯ ɪm ˈɛməntaːl]）是瑞士伯恩州的一个市镇。该市镇总面积为48.5平方千米，截至2018年12月31日总人口为9,366人。